# 松楓橋
22°54′07″N 121°04′06″E / 22.901932°N 121.068417°E
松楓橋為臺灣臺東縣跨越瓦剛溪的橋梁，由臺東縣政府延平鄉公所進行管理與維護，其行經道路為東36線，作為延平鄉紅葉村與桃源村對外的重要聯絡橋樑，也是臺東縣境內其中一座景觀橋梁之一。

## 歷史
松楓橋初始建造年代不可考。第一次改建時間在2003年，由於原有橋梁因紅葉村端橋臺位置地質脆弱，地下水過盛及橋梁位處鹿野溪攻擊坡，耗時1年，於2004年1月29日完工，改建後為紅色的鋼結構拱橋，全長100公尺。
2009年8月8日莫拉克颱風來襲，鹿野溪與瓦剛溪河水暴漲，致使南端橋臺傾斜，北端橋臺基礎外露，成為危橋，因此松楓橋封閉不得通行。
2010年臺東縣政府特別向行政院莫拉克颱風災後重建推動委員會及交通部公路總局爭取經費1億7仟萬元辦理松楓橋重建工作，是為第二次改建，由精密工程顧問有限公司設計, 重建計劃考量地質、地下水及河谷彎道等因素，橋台及橋墩都選在穩定的位置，並採防衝鋼板保護墩柱，外觀配合地方特色及人文圖騰。
松楓橋第二次改建工程，工期約400個工作天，並費時2年，於2013年6月29日正式完工通車。

## 諸元
松楓橋全長120公尺，橋面寬10公尺，設有雙向車道各一條，並無人行道與機車道配置，屬於造型獨特的對角拋物線鋼樑拱橋。

## 資料來源
1. ↑  .   [2014-10-13]. （原始内容存档于2004-11-27）.
2. ↑  .   [2014-10-13]. （原始内容存档于2019-11-30）.
3. ↑  .   [2014-10-13]. （原始内容存档于2014-10-17）.
4. ↑  . （原始内容存档于2016-03-05）.
5. ↑  .   [2014-10-13]. （原始内容存档于2019-08-27）.
6. ↑  .   [2014-10-13]. （原始内容存档于2019-11-30）.